# Ryan Dahl
Ryan Dahl   (San Diego, 22 de gener de 1981) és un enginyer de programari americà i el desenvolupador original de Node.js, un runtime de JavaScript, i Deno, un runtime de JavaScript i TypeScript.

## Vida i educació
La seva mare li va comprar un Apple IIc quan tenia sis anys, una de les seves primeres experiències amb tecnologia. Ryan va assistir a un col·legi universitari a San Diego i després es va traslladar a la Universitat de Califòrnia de San Diego, on va estudiar matemàtiques. Va continuar cursant els estudis de grau de Matemàtiques a la Universitat de Rochester on va estudiar topologia algebraica, que va trobar "molt abstracte i bonic" durant un parell d'anys, però després es va avorrir d'això perquè "no era tan aplicable a la vida real".

## Carrera professional
Després de treballar en el projecte Node des del 2009, Dahl va anunciar el gener del 2012 que abandonaria el projecte i donaria les regnes al creador de NPM i després a l'empleat de Joyent Isaac Z. Schlueter.
Ryan Dahl va donar el següent motiu per continuar amb el projecte:
El 2018 va anunciar Deno, un runtime de JavaScript/TypeScript construït amb V8.